# Niefortunny numerek lub szalone porno
Niefortunny numerek lub szalone porno (rum. Babardeală cu bucluc sau porno balamuc) – zrealizowany w międzynarodowej koprodukcji rumuński komediodramat filmowy z 2021 roku w reżyserii Radu Judego. Film miał swoją premierę w sekcji konkursowej na przeprowadzonym w trybie zdalnym 71. MFF w Berlinie, podczas którego zdobył główną nagrodę Złotego Niedźwiedzia.

## Opis fabuły
Wyciek amatorskiego nagrania pornograficznego z udziałem nauczycielki liceum skutkuje nieprzyjemnymi konsekwencjami. Film porusza kwestie seksizmu, nacjonalizmu, konsumpcjonizmu, antysemityzmu, antycyganizmu oraz podejścia do pandemii COVID-19 w rumuńskim społeczeństwie.

## Obsada
- Katia Pascariu jako Emi
- Claudia Ieremia jako Dyrektorka
- Olimpia Mălai jako Pani Lucia
- Nicodim Ungureanu jako Pan Gheorghescu
- Alexandru Potocean jako Marius Buzdrugovici
- Andi Vasluianu jako Pan Otopeanu
- Ion Dichiseanu jako on sam

i inni